# Pardosa ghigii
Pardosa ghigii là một loài nhện trong họ Lycosidae.
Loài này thuộc chi Pardosa. Pardosa ghigii được Lodovico di Caporiacco miêu tả năm 1932.